# Tonight (Best You Ever Had)
Tonight (Best You Ever Had) è un brano musicale del cantante statunitense John Legend, pubblicato come singolo il 31 gennaio 2012 ed inserito nella colonna sonora del film Think Like a Man. Il brano figura la collaborazione del rapper Ludacris. Il video musicale prodotto per il brano è stato diretto dal regista Taj reso disponibile sul canale VEVO di Legend il 13 marzo 2012.

## Tracce
Download digitale
1. Tonight (Best You Ever Had) feat. Ludacris - 4:00

## Classifiche
| Classifica (2012) | posizione più alta |
| ----------------- | ------------------ |
| Italia            | 16                 |
| Stati Uniti       | 79                 |